# Michaelshaffera beckeri
Michaelshaffera beckeri är en fjärilsart som beskrevs av M. Alma Solis 1997. Michaelshaffera beckeri ingår i släktet Michaelshaffera och familjen mott. Inga underarter finns listade i Catalogue of Life.